# غاريث فار
غاريث فار (بالإنجليزية: Gareth Farr)‏ هو ملحن نيوزيلندي، ولد في 29 فبراير 1968 في ويلينغتون في نيوزيلندا.

## وصلات خارجية
- غاريث فار على موقع IMDb (الإنجليزية)
- غاريث فار على موقع ميوزك برينز (الإنجليزية)
- غاريث فار على موقع ديسكوغز (الإنجليزية)
- غاريث فار على موقع قاعدة بيانات الفيلم (الإنجليزية)